# Solaseed Air
Solaseed Air é uma companhia aérea regional japonesa com sede em Miyazaki.

## História

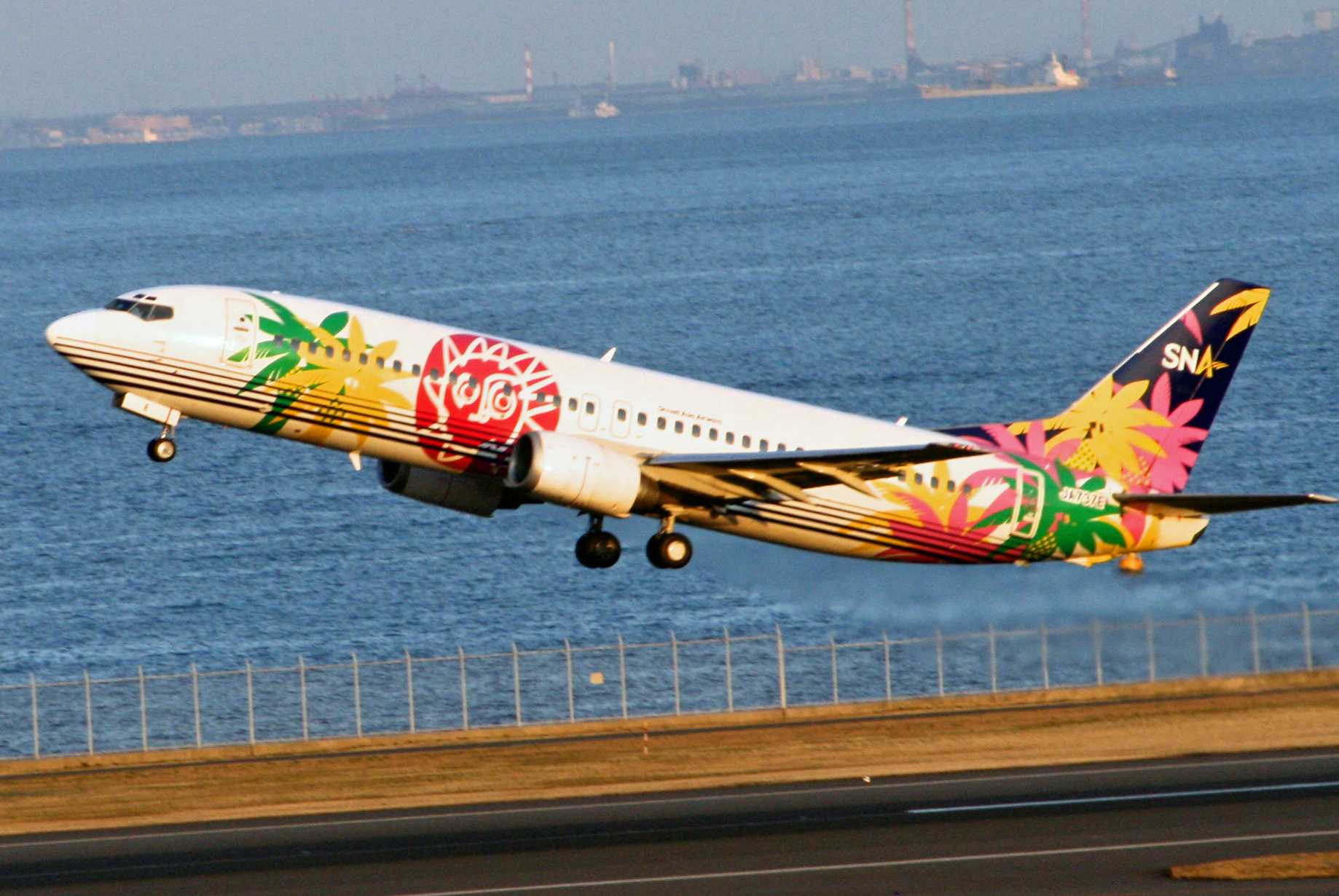
Um Boeing 737-400 da Skynet Asia Airways em 2007

A companhia aérea foi estabelecida como Pan Asia Airlines em 1997. Em agosto de 1998, o nome corporativo da companhia aérea foi alterado para Skynet Asia Airways Co., Ltd. antes do início das operações em julho de 2002. A companhia aérea foi rebatizada como Solaseed Air em julho de 2011, e a mudança de sua razão social para Solaseed Air Inc. seguido em dezembro de 2015.

## Frota

### Frota atual

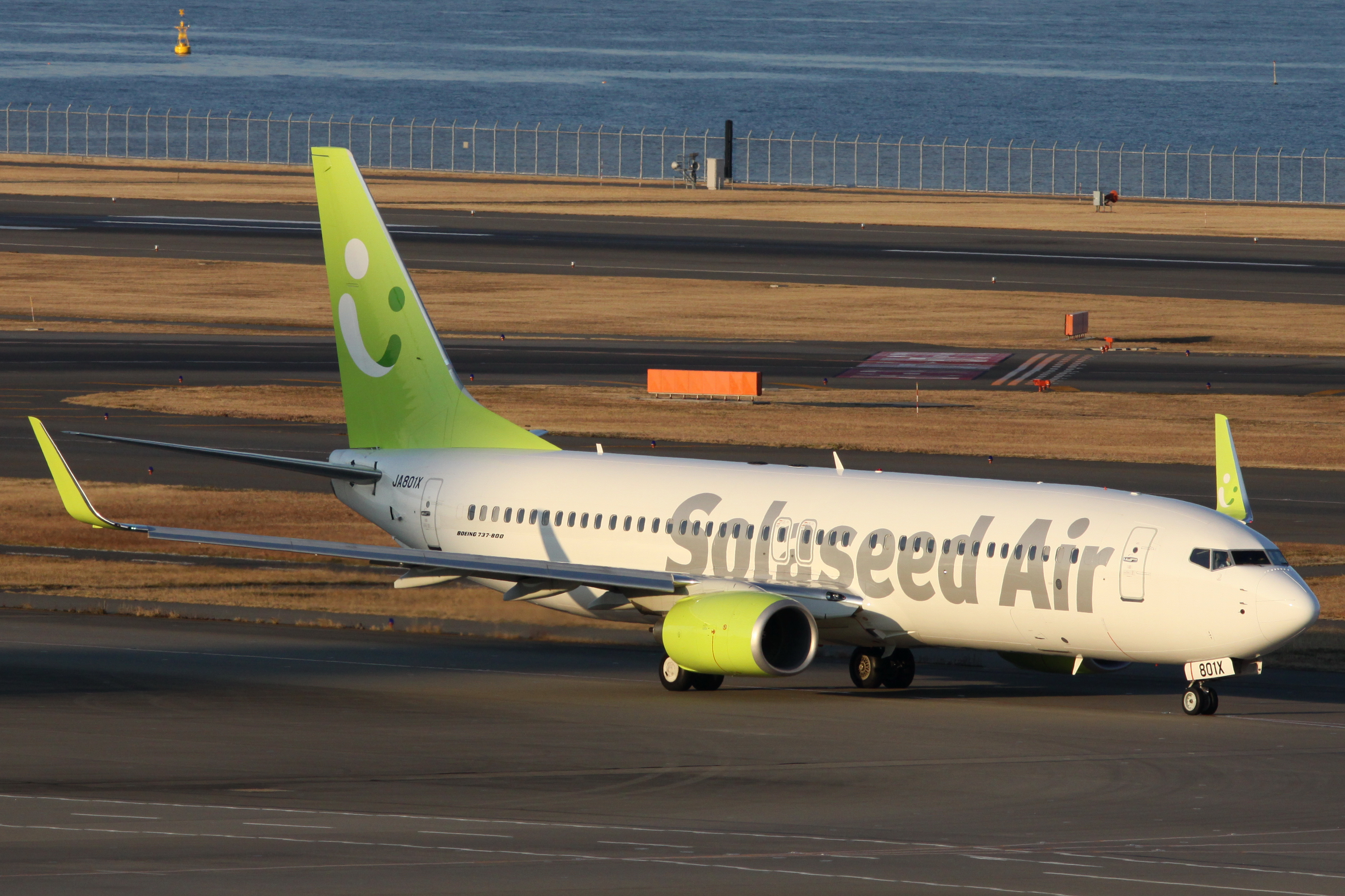
Um Boeing 737-800 da Solaseed Air no Aeroporto de Haneda em 2012

A frota da Solaseed Air consiste nas seguintes aeronaves (Maio de 2021):
| Aeronaves      | Em Serviço | Ordens | Passageiros | Notas |
| -------------- | ---------- | ------ | ----------- | ----- |
| Boeing 737-800 | 14         | –      | 174-176     |       |
| Total          | 14         | 0      |             |       |

### Frota Histórica

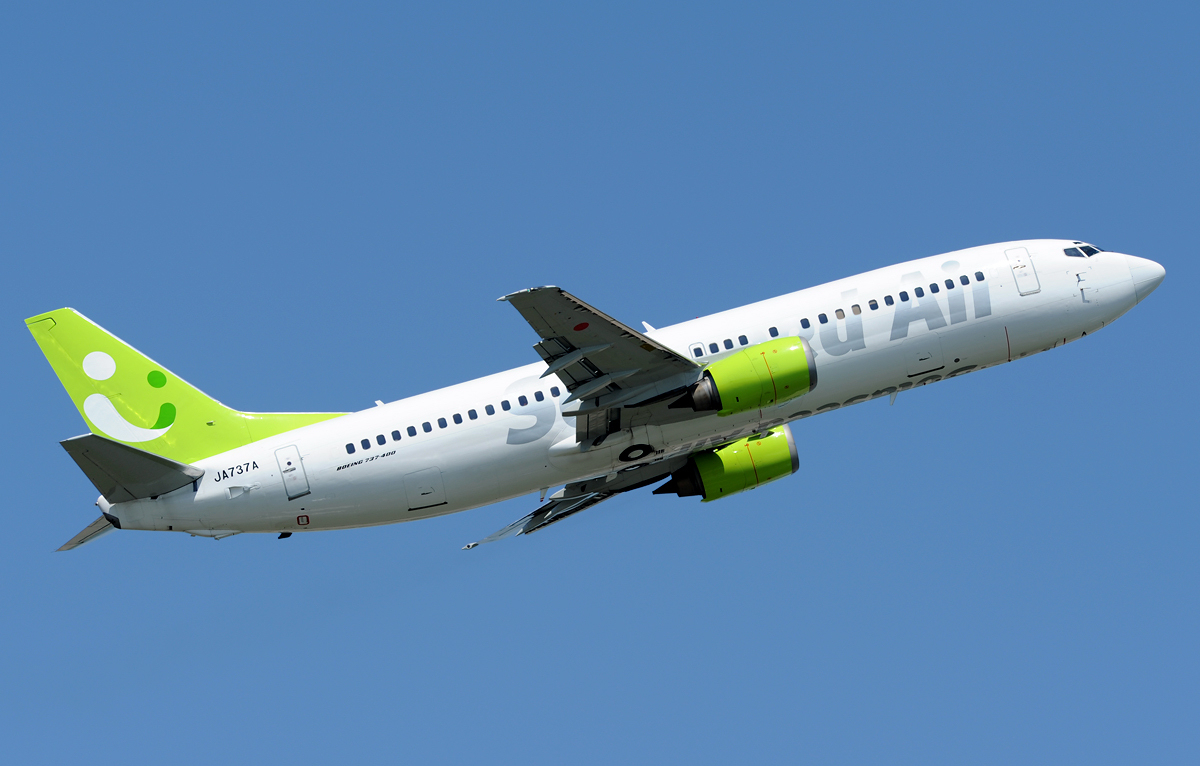
Um Boeing 737-400 da Solaseed Air em 2012

Em setembro de 2014, a Solaseed Air aposentou sua última aeronave Boeing 737-400.